# Gianfranco Zola
Gianfranco Zola, född 5 juli 1966 i Oliena på Sardinien i Italien, är en italiensk fotbollstränare och före detta fotbollsspelare som spelade som anfallare för en rad olika italienska klubbar, samt engelska Chelsea och italienska landslaget. Han var känd för sina frisparkar och ansågs av många vara en av de bästa spelarna som någonsin har spelat i Premier League. Fram tills 2019 var han assisterande tränare till Maurizio Sarri i Chelsea FC.

## Klubbkarriär
Zola tillbringade sitt första decennium som proffs i Italien och spelade tillsammans med Maradona och Careca i Napoli. Han flyttade till Chelsea 1996 och röstades fram som årets bästa spelare av Football Writers' Association året därpå. Han spelade sammanlagt 35 matcher för italienska landslaget och var efter spelarkarriären tränare för West Ham United från 2008 till 2010.

### Proffsdebut
Zola fick sitt första proffskontrakt med sardinska FC Nuorese Calcio 1984. Två säsonger senare köptes han av Sassari Torres, där han tillbringade tre säsonger innan han gick till Napoli och spelade sina första matcher i Serie A.

### Napoli
Hos Napoli gjorde den unge och talangfulle Zola två mål som ett slags lärling till Diego Maradona när Napoli vann 1989/1990. Maradona hade stor inverkan på Zolas karriär som fotbollsspelare och de brukade träna på att slå frisparkar efter träningarna. Zola sade senare: ”Jag lärde mig allting av Diego. Jag brukade spionera på honom varje gång han tränade och lärde mig skruva frisparkar precis som han.” Han var med i laget då de vann Coppa Italia 1990/1991 och han gjorde debut för landslaget samma år, under ledning av tränaren Arrigo Sacchi.

### Parma
1993 lämnade Zola Napoli och gick till Parma, som han vann Uefacupen 1994/1995 med. De slutade även på andra plats i Serie A och Coppa Italia 1994/1995. Zola snittade nästan ett mål på två matcher men tränaren Carlo Ancelotti ansåg att han inte platsade i truppen, då Ancelotti såg honom som en solospelare och slutligen satte honom på transferlistan.

### Chelsea
I november 1996 gick Zola till engelska Premier League-klubben Chelsea för 4,5 miljoner brittiska pund, samtidigt som en mängd andra spelare köptes in av Ruud Gullit. Hans debutsäsong blev framgångsrik och han gjorde ett flertal minnesvärda mål. Zola var en nyckelspelare i Chelsea den säsongen och hjälpte dem att vinna FA-cupen i och med 2–0-vinsten mot Middlesbrough på gamla Wembley Stadium. Han gjorde under FA-cupens gång sammanlagt 4 mål, bl.a. ett i vändningen från 0–2 till 4–2 mot Liverpool. I slutet av den säsongen röstades han fram som årets bästa spelare av Football Writers' Association och blev den förste spelaren att vinna utmärkelsen utan att ha spelat en hel säsong. Han blev även den förste spelaren för Chelsea att någonsin vinna utmärkelsen.
Under säsongen 1997/1998 hjälpte han Chelsea att vinna ytterligare tre pokaler: engelska ligacupen, cupvinnarcupen samt Uefa Super Cup. En skada gjorde att han inte kunde spela från start i cupvinnarcupfinalen mot VfB Stuttgart på Råsunda fotbollsstadion, men han kom in i andra halvleken och gjorde det avgörande målet på bara 21 sekunder, rakt upp i nättaket bakom Franz Wohlfart efter en pass från Dennis Wise. Samma säsong gjorde han sitt första hat-trick som proffsspelare i 4–0-vinsten över Derby på Stamford Bridge i november 1997.
När Chelsea gjorde sitt första Champions League 1999/2000 var Zola genomgående en av nyckelspelarna, trots att han i ligan hade fått allt mindre speltid p.g.a. tränaren Gianluca Viallis rotationssystem. Zola gjorde tre mål i Champions League tills de åkte ut i kvartsfinalen, bl.a. ett mot Barcelona. Återigen vann klubben FA-cupen, där Zola slog en frispark som ledde till Roberto Di Matteos avgörande mål mot Aston Villa.
Zolas sista år hos Chelsea involverade mindre och mindre speltid, p.g.a. de nytillkomna anfallarna Jimmy Floyd Hasselbaink och Eidur Gudjohnsen, men han gjorde ett mål mot Norwich som av tränaren Claudio Ranieri beskrevs som "magiskt". Under hans sista säsong hos klubben, 2002/2003, gjorde han 16 mål (hans bästa säsong för klubben) och röstades fram som årets spelare i klubben efter att ha hjälpt dem att kvalificera sig till Champions League. Han gjorde sitt sista mål för Chelsea under en match mot Everton genom ett lobbskott utanför straffområdet på annandag påsk 2003. Sin sista match för klubben gjorde han i ett 20 minuter långt inhopp under sista matchen för säsongen mot Liverpool.
Sammanlagt gjorde han 312 matcher och 80 mål för Chelsea. Under tidiga 2003 röstades han fram som Chelseas bäste spelare någonsin av klubbens fans. I november 2004 blev han belönad med officerstitel enligt Brittiska Imperieorden. Han sade att han var stolt över att vara sardinier och italienare men att England känns som hans andra fosterland. 2005 röstades han in i Chelseas bästa trupp för århundradet. Klubben har inte officiellt reserverat tröjnummer 25 i hans ära, men sedan han lämnade klubben har ingen spelare burit det.

### Tillbaka till Italien
Under sommaren 2003 gick Zola till den sardinska klubben Cagliari. Inte ens en vecka senare köptes Chelsea av den ryska miljardären Roman Abramovitj. Abramovitj försökte få Zola att bryta sitt muntliga kontrakt med Cagliari, men lyckades inte och ska då ha försökt köpa upp Cagliari för att få Zola. Hans bud på klubben nekades och Zola ledde senare Cagliari till uppflyttning till Serie A. Han förnyade kontraktet med klubben för en säsong till och lade skorna på hyllan i juni 2005, efter att ha avslutat karriären storslaget med två mål under samma match mot Juventus i hans sista proffsmatch någonsin. Cagliari reserverade tröjnummer 10 (hans tröjnummer hos klubben) under den kommande säsongen men bars av Andrea Capone säsongen 2006/2007.
Under Zolas proffskarriär spelade han sammanlagt 627 matcher och gjorde 193 mål. Trots spekulationer om att han skulle återvända till säsongen 2005/2006 beslöt han att lämna sporten bara en vecka innan han fyllde 39 år. Han blev sedan numera politisk analytiker, men har även kommenterat europeiska matcher och varit tränare för italienska U21-landslaget tillsammans med f.d. Chelsea-spelaren Pierluigi Casiraghi. År 2008 blev Zola manager för West Ham United men avskedades den 11 maj 2010.

### Rykten om Australien
Rykten har florerat i Australien om att Zola ska ha jagats av flera A-League-klubbar, bl.a. Sydney, Melbourne och Perth. Zola har dock nekat till alla rykten om att spela i den australiska ligan. Han spelade dock en välgörenhetsmatch i Sydney i december 2006, dels i Marconis och dels i APIA:s färger.
Zola spelade en allstarsmatch mot Shrewsbury Town 14 juli 2007 som del av ett sponsorskap mellan Shrewsbury och A-line (A-line gör Zolas skor). Det var den första matchen som någonsin spelades på New Meadow, Shrewsburys nya stadion.

## Landslagskarriär
Zola spelade en match för Italien vid VM i fotboll 1994 mot Nigeria. Han fick ett tvivelaktigt rött kort i den matchen efter bara några minuter på planen. P.g.a. det blev han avstängd i de två efterföljande VM-matcherna.
Han spelade alla tre gruppspelsmatcher vid EM 1996 och missade en straffspark mot Tyskland då Italien överraskande åkte ut redan i första rundan.
Zola gjorde matchens enda mål i en VM-kvalmatch mot England på Wembley i februari 1997 och gjorde sin sista match för landslaget i returmatchen i Rom i oktober samma år. Han gjorde sammanlagt 35 landskamper och 10 mål.

## Tränarkarriär
Zola var tränare för Premier League-laget West Ham från 2008 till 2010.

## Meriter

### Napoli
- Serie A (fotboll): 1989/1990

### Parma
- Uefacupen: 1995

### Chelsea
- FA-cupen: 1997, 2000
- Community Shield: 2000
- Engelska ligacupen: 1998
- Cupvinnarcupen: 1998
- UEFA Super Cup: 1998

### Individuellt
- Officer i Brittiska Imperieorden.
- Intagen i engelsk fotbolls hall of fame 2006 tack vare hans insatser för engelska fotbollsligan.
- Framröstad som Chelseas bäste spelare någonsin.
- Inröstad i Chelseas bästa trupp.